# Aruwimi
Az Aruwimi folyó a Kongó mellékága, a Kongói Demokratikus Köztársaság Ituri tartományában ered, mely az ország északkeleti részében fekszik (2009 februárjáig Orientale tartomány).
Az Aruwimi folyót felső folyásánál Ituri folyónak nevezik. Forrása a Kibale folyó vízgyűjtő területétől északra fekvő szavannákon található. Innen nagyjából déli-délnyugati irányban halad, majd összefolyik a Shari folyóval, mely Bunia közelében halad el. Innen az Ituri folyó nyugatnak fordul, áthalad a híres Ituri-esőerdőn és az Okapi Vadrezervátumon, majd attól a ponttól kezdve, ahol a Nepoko (Nepoki) folyóval Bomilinél összefolyik Aruwiminek nevezik. A folyó továbbra ia nyugati irányban halad, majd Basokonál torkollik a Kongóba. A két folyó találkozásánál az Aruwimi mintegy 1,5 km széles. Teljes hossza 1300 km.
Az Ituri/Aruwimi folyó vízgyűjtő medencéje csaknem teljes egészében sűrű erdővel borított, folyása mentén csak egy néhány falu található, út csak mintegy négy helyen keresztezi. Avakubitól délre néhány ezer kango nyelvet beszélő falusi lakos él, az Ituri felső folyásán pedig mbuti pigmeusok élnek.
Az Aruwimi folyót Henry Morton Stanley kutatta fel 1887-es, Emin pasa megmentésére indított expedíciója során. A Yambuya feletti vízesések miatt a folyó nem volt hajózható, ezért az expedíciónak szárazföldön kellett haladnia, nagyon nehéz körülmények között. A rendkívüli körülmények miatt az expedíció tagjainak kétharmada odaveszett. 

## Oldalágak

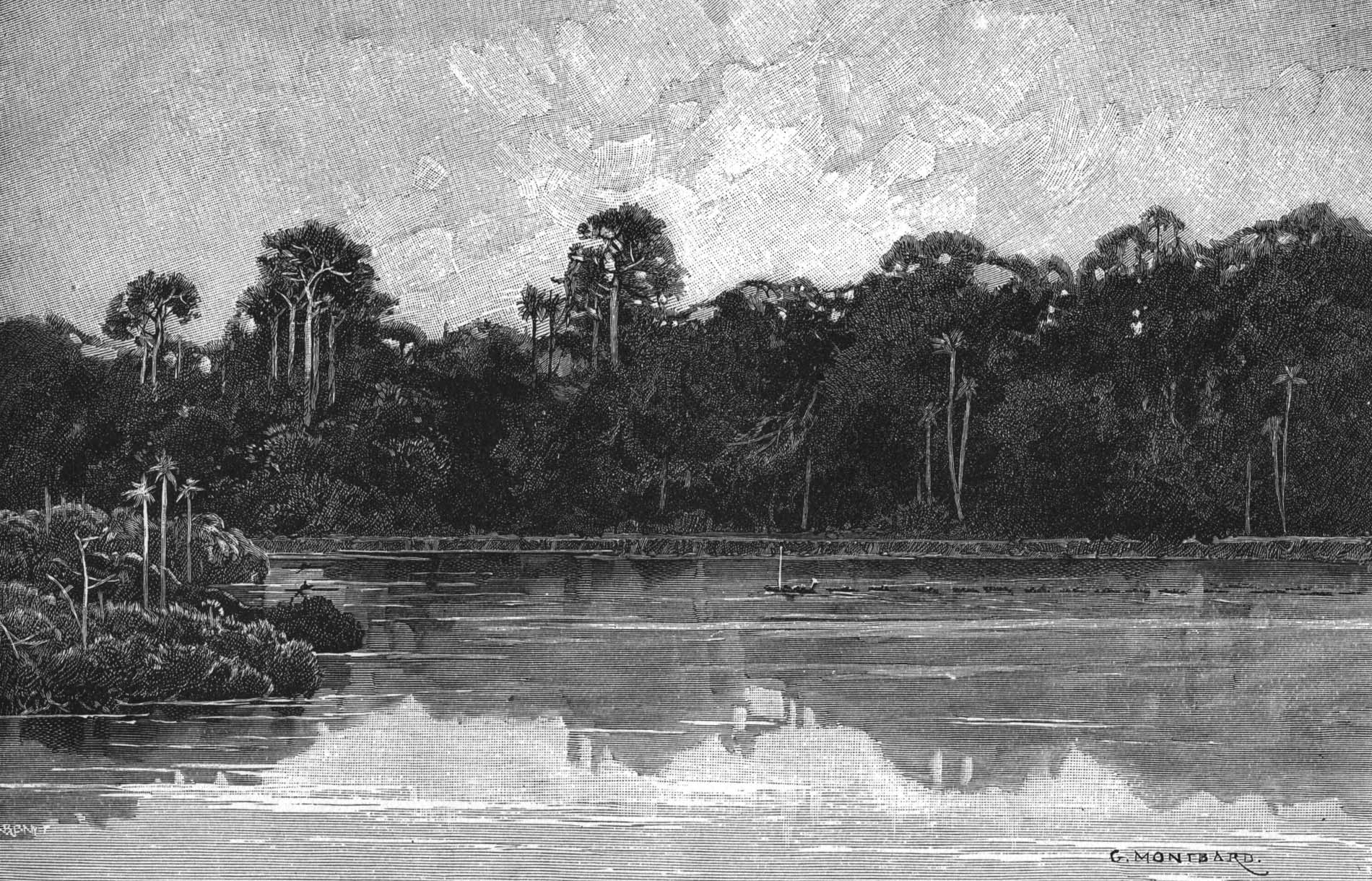
Véset Stanley könyvéből A legsötétebb Afrikából, amint expedíciója leereszkedik az Aruwimin (1890)

- Nepoko
- Shari
- Lenda

## Települések
- Bomaneh
- Mongandjo
- Yambuya
- Banalia
- Panga
- Bafwangbe
- Bomili
- Avakubi
- Teturi
- Bunia